# 116 Sirona
116 Sirona (mednarodno ime je tudi 116 Sirona) je velik in svetel asteroid tipa S v glavnem asteroidnem pasu.

## Odkritje
Asteroid je 8. septembra 1871 odkril Christian Heinrich Friedrich Peters (1813 – 1890).. Poimenovan je po Sironi, boginji astronomije v keltski mitologiji.

## Lastnosti
Asteroid Sirona obkroži Sonce v 4,61 letih. Njegova tirnica ima izsrednost 0,137, nagnjena pa je za 3,569° proti ekliptiki. Njegov premer je 71,7 km, okoli svoje osi se zavrti v 12,028 urah.